# マキラドーラ

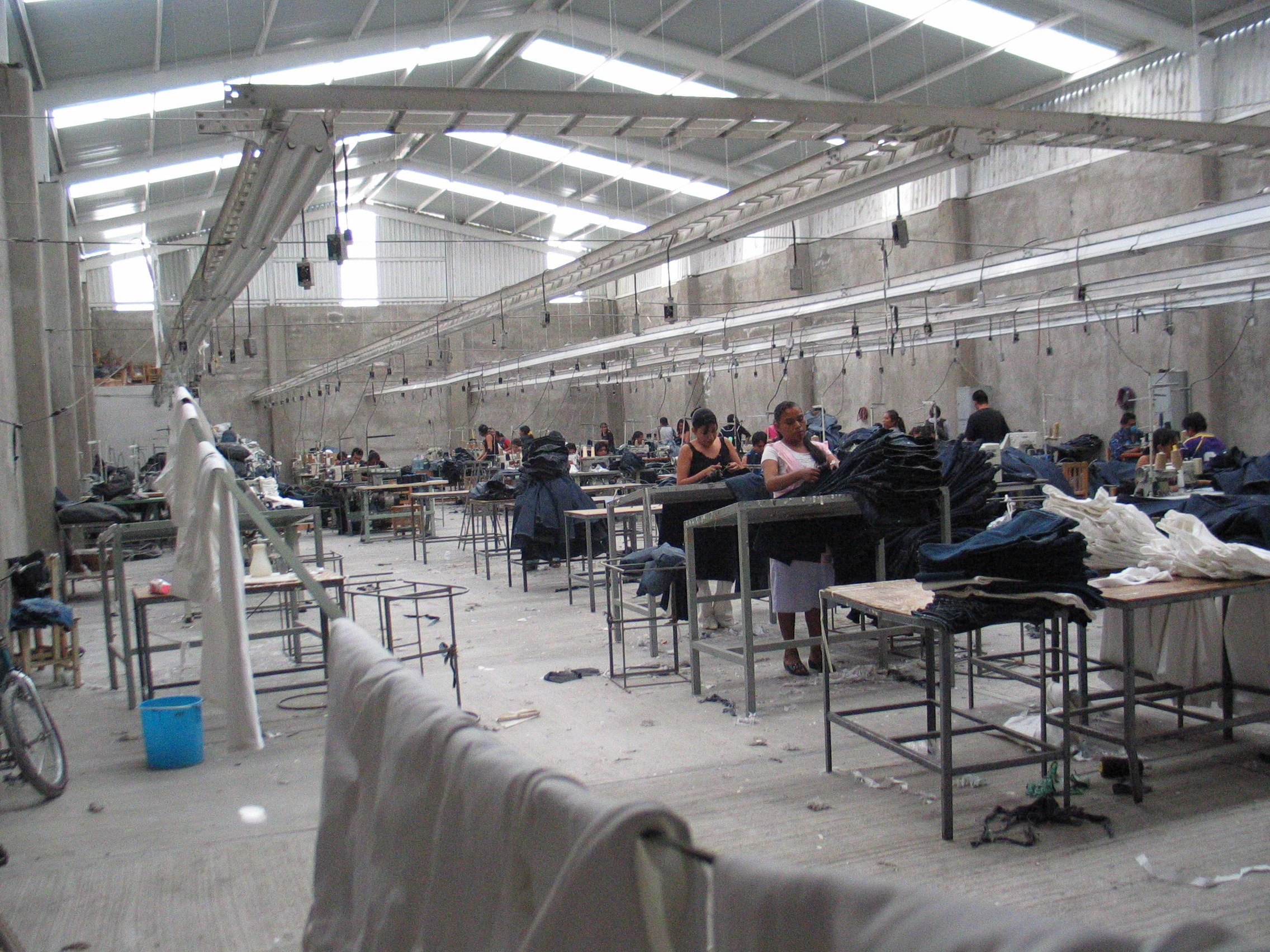
マキラドーラ工場

マキラドーラ（maquiladora de Exportación）は1965年に制定された、製品を輸出する場合、当該製品を製造する際に用いた原材料・部品、機械などを無関税で輸入できる保税加工制度。一般にメキシコの制度を指す場合が多いが、他の中南米諸国でもパラグアイ、ドミニカ共和国、エルサルバドルなどで同様の制度をとっている国がある。

## メキシコにおけるマキラドーラ

### 概要
（当時）比較的に安い労働力と優遇税制、アメリカへの地の利を武器に、雇用の創設、外貨獲得を通じての貿易収支の強化、国産化率向上への貢献と国内産業の国際競争力を助成、労働力の向上と技術移転とその発展を促す目的で制定された制度である。
マキラドーラには、現在、4つの登録形態がある。
- 工業マキラ (Maquiladora Industrial)： 輸出を目的とする商品に、加工・製造といった作業を加えるオペレーション。
- サービスマキラ (Maquiladora de Servicios)： 輸出目的の商品にサービスを加えるオペレーション。ここでいうサービスとは商品の本質が変わらない程度の作業（商社機能・梱包・検査・切断・修繕等）を指す。
- マキラ・コントローラー (Maquiladora Controladora de Empresas)： 2社以上のマキラオペレーションをコントロールすること。
- 休閑施設マキラドーラ(Maquiladora de Albergue)：外国籍企業が技術や製造材料をメキシコの企業に提供して間接的に行う委託加工プロジェクト。

一般にマキラドーラという場合には、工業マキラを指す場合が多い。これは、制度創設当時は製品の100%輸出が義務付けられた輸出専業企業が利用する制度であったが、1994年から制限つきで、2001年1月からは無制限で、製品を国内市場にも販売可能（条件として、部品・原材料を無関税で輸入する場合は全生産の10%以上、機械・設備を輸入する場合は全生産の30%以上を輸出することが義務付けられている。）となっている。
1994年にNAFTAが発効された事によりマキラドーラは成長を加速させた。発効前の5年間の伸び率が47％だったのに対し発効後の5年間では86％の伸び率となった。発効前は主にアメリカとの国境地帯に限られていたが、発効後は国境から離れた場所にもマキラドーラが設置され地域に発展をもたらした。
関税面などで優遇措置を講じて、外国企業を誘致してきたが、2000年代に入ると中国などの経済特区との競争を強いられた。

### 運用形態
アメリカとメキシコの間での実際の運用形態としては、メキシコ側に子会社（工場）を設置する場合と、メキシコの委託専門企業に生産を委託する場合などがある。日系企業がマキラドーラを適用する場合には、米国側に子会社、メキシコ側に孫会社（工場）を設置する（一般に「ツイン・プラント方式」と呼ばれる）、米国の子会社が在メキシコの委託専門企業に生産を委託する（「シェルター方式」と呼ばれる）などがあるが、多くの日系企業はツイン・プラント方式を採用している。

### 税制
輸入税
FTAにより締約国への輸出を条件とした関税の減免措置が禁止されている場合と、それ以外の場合で分かれる。
- FTAにより締約国への輸出を条件とした関税の減免措置が禁止されている場合

1. 部品・原材料の輸入
部品・原材料を用いて作られた製品が締約国への輸出を条件とした関税の減免禁止を規定しているFTA締結相手国に輸出される場合、関税が賦課。FTA締結国原産の部品・原材料に対してはFTA税率を適用（NAFTAの場合は0%）。NAFTA加盟国に輸出する場合，製品を輸出する際に米国およびカナダで賦課される輸入関税を控除した額を「最終輸出者」は製品輸出後60暦日以内、「間接輸出者」は製品を最終輸出者やその他間接輸出者に移転（書類手続き上は輸出＝バーチャル・オペレーション）した翌月の5労働日までにメキシコ当局に関税を支払う。
2. 機械・設備の輸入
2000年11月20日以降の輸入に対して関税が賦課、かつ輸入時に関税を支払う義務。FTA締結国原産の機械・設備にはFTA税率が適用。
3. PROSEC登録企業によるPROSEC対象品目の輸入
PROSEC認定企業がPROSEC対象品目を輸入する場合は、PROSEC税率を適用。
- それ以外の場合

1. 原材料・部品の輸入
無関税。
2. 機械・設備の輸入
2001年1月以降は関税が賦課。但し、PROSEC認定企業がPROSEC対象品目を輸入する場合は、PROSEC税率を適用。
所得税
ツイン・プラント方式をとる企業は、メキシコ側の工場、建物、機械・設備をすべてアメリカ子会社側の所有にして、メキシコの工場にはそれらを無償貸与し、表面的にはアメリカ子会社にメキシコ側での所得が生じないような操業形態を採っている。これに対しメキシコ財務省は移転価格税制の概念を適用し、マキラドーラ企業に対し1995年から一部法人所得税のみなし課税を行っている。2004年現在マキラドーラ企業（サービスマキラを除く）には、マキラドーラ工場で使われる資産の6.9%か、操業コストの6.5%のどちらか高い方を課税利益とみなして、32%の法人税を課税している。このほか、APA（Advance Price Agreement）という方法で、財務省と企業が個別に交渉して課税ベースを決定し（例えば操業コストの5%など）、税金を支払うことも可能。特に設備集約型の企業や機械の減価償却が進んでいない進出暦の浅い企業は、資産の6.9％が適用されると大きな税負担となるため、APAを使う方が良い。
付加価値税
「一時輸入」という形態で輸入することが可能。したがって輸入時に付加価値税（IVA）を支払う必要がない。

### 変遷
- マキラドーラとアメリカへの出稼ぎ問題

マキラドーラ政策にはメキシコ人のアメリカへの出稼ぎ問題がかかわっている。アメリカ政府は1917年から1964年にかけて、メキシコから農業日雇い労働者（bracero）を受け入れた。このメキシコ人出稼ぎ労働者受け入れ政策（Brasero Program）が1964 年に打ち切られた結果、メキシコ国内の失業者増加を招いた。特に北部国境地帯にはアメリカへの密入国を目指す失業者が増大して、社会的緊張が高まった。これを解決するために、雇用拡大に資する産業政策として、マキラドーラ制度が導入された。東アジアで外資系企業が輸出加工区に進出している実態にメキシコ政府はヒントを得て、マキラドーラ政策を導入した。マキラドーラがアメリカへの輸出商品の加工産業として発展した背景には、アメリカの付加価値関税制度（関税番号806と807による加工貿易）も貢献している。同制度によって、アメリカ製原材料・部品を加工した製品のアメリカでの輸入税の課税対象は、アメリカ外で発生した付加価値の部分のみである。
- マキラドーラ制度の導入（1965年）

北部国境地帯の経済開発を目指す「メキシコ国境工業化計画」に労働集約的な輸出向け工業を開発するためにマキラドーラ（輸出保税加工業）が導入された。メキシコのマキラドーラは他の開発途上国の輸出加工区のように特定地域内の出入りに税関の検査を義務づける方式とは異なり、工場単位で保税工場として政府の指定を受ける制度である。マキラドーラの設立はアメリカとの国境線から20キロメートル以内の地帯に限定された。マキラドーラは全額外国資本の出資が認められた。メキシコ憲法は国境から100キロメートル以内の土地所有を禁止しているため、土地を10年間の賃貸借契約で利用することを認めた。同契約の更新を可能にした。
- マキラドーラ設置地域の拡大（1972年）

マキラドーラの設置地域を国境地帯に限定する規則を撤廃して、全国どこでも設置可能になった。
- NAFTAルールの実施（2000年）

NAFTAの規定（303条）により、2000年11月1日よりNAFTA 域内向け輸出品の製造に利用する部品・原材料の保税輸入が認められなくなった。NAFTA域外向けの輸出品については、マキラドーラの関税・付加価値税免除の恩典を引き続き受けられる。なお、EUとEFTAへの輸出についてもNAFTAと同じマキラドーラの規則が適用される。
- マキラドーラの再定義（2003年）

マキラドーラ制度改正についての政令が、2003年5月12日に公布された。マキラドーラ操業を「輸出向けに外国から一時的に輸入される商品を加工、製造あるいは補修するプロセスに従事すること」と新たに定めた（従来は「認定プログラムに沿って加工、製造あるいは補修を目的として行う工業的またはサービスを伴うプロセスに従事すること」となっていた）。マキラドーラを4つに再分類するとともに、新たに「マキラドーラ・コントローラー」を加えた。これは「支配下にある複数のマキラドーラを統合するために認可された代表企業」と定義された。この認可を得るためには関税法上の認定企業であることと、直近会計年度のグループ全体の輸出額が5億ドル以上であることが必要である。

### メキシコでのマキラドーラの所在都市
- ティフアナ
- エンセナーダ
- テカテ
- メヒカリ
- ノガレス
- アグアプリエタ
- シウダー・フアレス
- チワワ
- オヒナガ
- シウダー・アクーニャ
- ピエドラス・ネグラス
- ヌエボ・ラレド
- モンテレイ
- レイノサ
- マタモロス